# Vladimír Palko

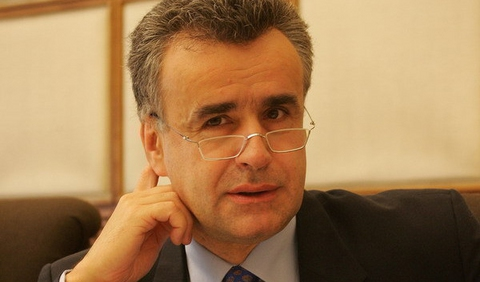
Vladimír Palko

Vladimír Palko (* 20. Mai 1957 in Čunovo) ist ein slowakischer Politiker. Von 2002 bis 2006 war er Innenminister der Slowakei, seit 2008 ist er Vorsitzender der Konservativ-Demokratischen Partei der Slowakei (KDS).

## Kindheit und Jugend
Palko stammt nach eigenen Angaben „aus einer durchschnittlichen katholischen slowakischen Familie“. 1977 geriet er in erste Konflikte mit dem ČSSR-Regime. Danach lernte er katholische Dissidenten wie den Rechtsanwalt Ján Čarnogurský, den Mathematiker und Physiker František Mikloško sowie den politischen Führer der tschechoslowakischen Untergrundkirche, Bischof Ján Chryzostom Korec, sowie Silvester Krčméry und Vladimír Jukl, die wegen ihres Glaubens viele Jahre in Gefängnissen verbracht und die informelle Geheimkirche gegründet hatten, kennen. 1981 schloss er sein Studium der Mathematik an der Comenius-Universität Bratislava (Pressburg) ab, durfte aber aufgrund seines christlichen Bekenntnisses nicht als Lehrer arbeiten.

## Politisches Engagement
Am 25. März 1988 nahm Palko an einer der ersten großen oppositionellen Veranstaltungen im damaligen Ostblock, der Kerzendemonstration in Pressburg (Bratislava) teil. Nach der Revolution 1990 trat er der Christlich-Demokratischen Bewegung (KDH) bei und stieg 1996 zum stellvertretenden Vorsitzenden der Partei auf. Mittlerweile war er auch zum Doktor der Naturwissenschaften (RNDr.) promoviert worden. Er wurde dreimal als Abgeordneter zum Nationalrat der Slowakischen Republik gewählt.
Vom 16. Oktober 2002 bis zum 8. Februar 2006 war Palko Innenminister im zweiten Kabinett von Premierminister Mikuláš Dzurinda. Sein Nachfolger im Amt war Martin Pado.
2008 verließ er zusammen mit seinen Fraktionskollegen František Mikloško, Pavol Minárik und Rudolf Bauer aus Enttäuschung über den seines Erachtens zu weit an der sozialdemokratischen SMER-SD orientierten Kurs des seit 2000 amtierenden Parteichefs Pavol Hrušovský die KDH. Am 12. März 2008 gründete er die Konservativ-Demokratische Partei der Slowakei (KDS), deren Vorsitz er seitdem innehat.
Palko vertritt konservativ-katholische Positionen und ist entschiedener Anhänger der katholischen Morallehre. 2012 veröffentlichte er sein Buch „Levy prichádzajú“ (deutsch: „Die Löwen kommen“), in dem er sich kritisch mit der seines Erachtens auf den italienischen Marxisten Gramsci zurückgehenden „anthropologischen Revolution“, die auf eine vollkommene Veränderung der Sozialmoral in Europa und Nordamerika ziele, auseinandersetzt.
Gegenwärtig ist Palko Dozent an der Fakultät für Informatik an der privaten Paneuropäischen Hochschule in Pressburg und leitet die Redaktion der katholischen slowakischen Vierteljahresschrift „Impulz“.